# Rhinophis philippinus
Rhinophis philippinus là một loài rắn trong họ Uropeltidae. Loài này được Cuvier mô tả khoa học đầu tiên năm 1829.